# Barra de Santana
Barra de Santana är en kommun i Brasilien.   Den ligger i delstaten Paraíba, i den östra delen av landet, 1 600 km nordost om huvudstaden Brasília. Antalet invånare är 8 205.
Omgivningarna runt Barra de Santana är huvudsakligen savann. Runt Barra de Santana är det ganska glesbefolkat, med 22 invånare per kvadratkilometer.